# 王篤
王篤（1781年—1855年），字寶珊，號實夫。陝西韓城人。

## 生平
王篤是清朝大學士王之長孫，生於乾隆四十六年。四歲時隨祖父在京，道光六年（1826年）進士，選庶吉士，散館授編修。歷任國史館協修、四川學政等職，官至山東布政使。工書法，筆法蒼勁，風格近顏真卿。死於咸豐五年九月，年六十五。